# Combretum adenogonium
Combretum adenogonium là một loài thực vật có hoa trong họ Trâm bầu. Loài này được Steud. ex A.Rich. mô tả khoa học đầu tiên năm 1848.